# Giuseppe Mangiarotti
Giuseppe Mangiarotti (ur. 27 maja 1883 w Broni, zm. 24 października 1970 w Bergamo) – szermierz reprezentujący Królestwo Włoch, uczestnik letnich igrzysk olimpijskich w Londynie w 1908 roku.
Jego synowie Edoardo i Dario byli medalistami olimpijskimi w szermierce.